# Clyde Cook
Clyde Cook (ur. 16 grudnia 1891 w Port Macquarie, zm. 13 sierpnia 1984) – australijski aktor filmowy.

## Filmografia
- 1919: Żołnierze fortuny
- 1924: Ten, którego biją po twarzy jako klaun
- 1926: Rozpętane żywioły jako Tex
- 1928: Życie zaczyna się jutro jako Sugar Steve
- 1930: Officer O’Brien jako Liimo Lewis
- 1930: Patrol bohaterów jako Bott
- 1936: Biały anioł jako Perkins, żołnierz
- 1940: Tańcz, dziewczyno, tańcz jako Claude, Harris’ Valet
- 1951: The Pride of Maryland jako Fred Leach
- 1963: Rafa Donovana jako australijski oficer

## Wyróżnienia
Posiada swoją gwiazdę na Hollywoodzkiej Alei Gwiazd.